# Ред-Левел (Алабама)
Ред-Левел (англ. Red Level) — місто (англ. town) в США, в окрузі Ковінгтон штату Алабама. Населення — 432 особи (2020).

## Географія
Ред-Левел розташований за координатами 31°24′24″ пн. ш. 86°36′22″ зх. д. / 31.40667° пн. ш. 86.60611° зх. д. (31.406711, -86.606217).  За даними Бюро перепису населення США в 2010 році місто мало площу 4,99 км², з яких 4,98 км² — суходіл та 0,01 км² — водойми.

## Демографія
Згідно з переписом 2010 року, у місті мешкало 487 осіб у 194 домогосподарствах у складі 140 родин. Густота населення становила 98 осіб/км².  Було 235 помешкань (47/км²).
Расовий склад населення:
| - 90,8 % — білих - 9,0 % — чорних або афроамериканців |

До двох чи більше рас належало 0,0 %. Частка іспаномовних становила 0,8 % від усіх жителів.
За віковим діапазоном населення розподілялося таким чином: 25,3 % — особи молодші 18 років, 58,7 % — особи у віці 18—64 років, 16,0 % — особи у віці 65 років та старші. Медіана віку мешканця становила 37,7 року. На 100 осіб жіночої статі у місті припадало 84,5 чоловіків;  на 100 жінок у віці від 18 років та старших — 80,2 чоловіків також старших 18 років.
Середній дохід на одне домашнє господарство  становив 44 610 доларів США (медіана — 38 571), а середній дохід на одну сім'ю — 57 762 долари (медіана — 57 750). Медіана доходів становила 40 714 долари для чоловіків та 37 250 доларів для жінок. За межею бідності перебувало 17,6 % осіб, у тому числі 21,5 % дітей у віці до 18 років та 8,5 % осіб у віці 65 років та старших.
Цивільне працевлаштоване населення становило 144 особи. Основні галузі зайнятості: освіта, охорона здоров'я та соціальна допомога — 25,0 %, транспорт — 13,2 %, публічна адміністрація — 11,1 %, виробництво — 11,1 %.